# Pavoraja mosaica
Pavoraja mosaica és una espècie de peix de la família dels raids i de l'ordre dels raïformes.

## Morfologia
- Els mascles poden assolir 27,9 cm de longitud total.[4]

## Hàbitat
És un peix marí, de clima tropical i demersal que viu entre 300-405 m de fondària.

## Distribució geogràfica
Es troba a l'oceà Pacífic occidental: Austràlia.

## Observacions
És inofensiu per als humans.